# Premios MTV Asia
Los MTV Asia Awards también conocidos como "MTV Asia Music Awards" fueron una entrega de premios que se realizaba anualmente y era organizada por la cadena de música mundial MTV. Los ganadores eran elegidos por los televidentes de la subsidiaria continental de la cadena, MTV Asia (China, Tailandia, India, Taiwán, Malasia, Filipinas, Singapur, Indonesia y Corea del Sur).
La ceremonia no se realizó en 2007 y tras la versión de 2008 fue suspendida.

## Ceremonias
| Edición | Año  | Lugar                            | Ciudad anfitriona | Presentador(a)               |
| ------- | ---- | -------------------------------- | ----------------- | ---------------------------- |
| 1º      | 2002 | Singapore Indoor Stadium         | Singapur          | Ronan Keating y Mandy Moore  |
| 2º      | 2003 | Singapore Indoor Stadium         | Singapur          | Shaggy & Coco Lee            |
| 3º      | 2004 | Singapore Indoor Stadium         | Singapur          | Vanness Wu y Michelle Branch |
| 4º      | 2005 | Impact Arena, Muang Thong Thani  | Bangkok           | Alicia Keys                  |
| 5º      | 2006 | Royal Paragon Hall, Siam Paragon | Bangkok           | Wang Lee Hom y Kelly Rowland |
| 6º      | 2008 | Arena of Stars                   | Genting Highlands | Jared Leto y Karen Mok       |